# Битка код Сенте
У току Великог турског рата (1683—1699) у близини Сенте 11. септембра 1697. одиграла се велика битка између аустријске и турске војске. Аустријска војска под командом Еугена Савојског нанела је тежак пораз турској војсци којом је командовао султан Мустафа II.

## Прилике пред битку
Тадашња ситуација у току рата наговештавала је сигурну турску победу, јер је велики број аустријских снага био на Рајни и у Италији.
Предузимајући нов поход против Аустрије, како би вратила изгубљене територије у средњој Европи, турска војска (60.000) прешла је Дунав 19. августа код Београда и Панчева и Тису код Титела и до 1. септембра избила код Ковиља. Пошто је одустао од планираног похода на Петроварадин, Мустафа II, кренуо је према Сегедину и код Сенте започео прелаз преко Тисе пребацујући артиљерију и крупан пртљаг.
Примивши извештај да турска војска прелази Тису Еуген Савојски је убрзао марш. У четири сата поподне читава аустријска војска је била спремна за битку.

## Ток битке
Еуген Савојски одлучио је да са 40.000 људи изврши обухватни напад на турски мостобран са 43 пешадијска батаљона и 48 топова у центру, 4 пешадијска батаљона, 53 ескадрона коњице и два топа на десном и 4 пешадијска батаљона, 59 ескадрона и 10 топова на левом крилу. Турска војска је наставила повлачење преко Тисе.
Битка је почела турском артиљеријском ватром на аустријски центар који је био у нападу у тренутку када је био у домету топова. Два сата касније напало је и лево крило аустријске војске. Продор турске коњице дуж реке био је пресечен. Десно крило и центар под јаком пушчаном ватром напредовала је даље. Аустријске снаге левог крила продрле су у центар мостобрана и заузеле место прелаза. Тада је окруженој турској војсци на малом простору нанет страховит пораз. Многи Турци покушали су да нађу спас препливавајући Тису али су се подавили у њој.
У овој бици погинуло је 27 паша. Поред њих убијени су јаничарски ага и велики везир. Док је султан успео са 2.000 коњаника да побегне у Темишвар.

## Последице битке
Аустријски плен износио је 72 топа, 52.400 ђулади, 553 бомбе, 505 буради барута, 48 пари таламбаса, 500 добоша, 86 застава, 400 малих застава, 7 коњских репова, 6.000 кола натоварених муницијом и намирницама, 5.000 коња, 6.000 камила, 12.000 волова и бивола. Остало је препуштено као плен војницима.
Победа код Сенте пресудно је утицала на исход тог похода, али и на рат у целини. Овом победом Аустрија је створила повољне услове за Карловачки мир 1699. године.
Према аустријским подацима, у бици код Сенте погинуло је 30.000 турских војника и око 2000 аустријских војника.

## Занимљивости
Битка је екранизована у немачким документарно-играним филмовима Принц Еуген и Османско царство. У Сенти у кули Видиковац се налази макета битке.

## Галерија
- Униформа Аустријске војске
- Реплика Принца Еугена на коњу у ратној оперми
- Униформа Јањичара, елитне турске пешадије
- Принц Еуген шаље аустријском цару вести о победи код Сенте
- Споменик на битку код Сенте 1697.
- Антонио Ромако- Битка код Сенте
- Приказ битке код Сенте, Јан ван Хухтенбург, 1725, бакрорез
- Панорамски приказ битке код Сенте